# Mylabris abdelkaderi
Mylabris abdelkaderi is een keversoort uit de familie van oliekevers (Meloidae). De wetenschappelijke naam van de soort is voor het eerst geldig gepubliceerd in 1909 door Escalera.